# Exodus: Gods and Kings
Pour les articles homonymes, voir Exodus.
Pour plus de détails, voir Fiche technique et Distribution.
Exodus: Gods and Kings, ou L'Exode : Dieux et Rois au Québec, est un péplum américano-britannique réalisé par Ridley Scott et sorti en 2014.
Le film se déroule dans l’Égypte antique. Deux princes, Ramsès et Moïse, sont élevés comme des frères. Tandis que Ramsès devient pharaon d’Égypte, Moïse apprend son appartenance au peuple hébreu, réduit en esclavage depuis plusieurs siècles. Lorsque Dieu demande à Moïse de libérer son peuple, l'exode hors d'Égypte commence.
Le réalisateur Ridley Scott a dédié le film à son frère, Tony Scott, décédé en 2012.

## Synopsis
Vers 1300 avant J.-C., les Hébreux, réduits en esclavage en Égypte depuis plus de 400 ans, ont contribué à la construction de la ville sous la domination du Pharaon. Malgré cette oppression, ils n'ont pas oublié leur terre d'origine ni leur Dieu, qui lui non plus ne les a pas oubliés.
Dans le temple du Pharaon à Memphis, Moïse et son frère adoptif Ramsès apprennent que l'armée hittite se rapproche de la ville. Le Pharaon Seti, alerté par la Grande Prêtresse d'une prophétie annonçant qu'un des deux frères deviendra un grand leader, décide d'envoyer Moïse et Ramsès au combat. Les deux frères, commandant leurs troupes, affrontent les Hittites avec bravoure. Ramsès est en danger lorsque son char se brise et qu'il est presque écrasé, mais Moïse intervient en lançant une lance qui détruit le char hittite. Après leur victoire, Seti remercie Moïse pour avoir sauvé Ramsès.
Moïse est ensuite envoyé pour rencontrer le vicaire Hegep, responsable des esclaves dans la ville. En marchant avec lui, Moïse est horrifié en voyant un esclave, Josué, être sévèrement frappé. Plus tard, Moïse découvre auprès d'une tribu hébraïque dirigée par le père de Josué, Nun, qu'il est lui-même Hébreu, ce qui le bouleverse profondément. L'information est rapidement rapportée à Hegep par deux Hébreux.
À la mort de Seti, Ramsès devient Pharaon et apprend la véritable origine de Moïse de la part de Hegep. Myriam, une servante, est amenée devant Ramsès à la demande de la Reine Tuya, qui souhaite la faire interroger. Ramsès, découvrant que Myriam est la sœur de Moïse, la torture jusqu'à ce que Moïse intervienne. Bien que Tuya désire que Moïse soit exécuté, Ramsès choisit de l'exiler. Avant de partir, Moïse retrouve Myriam et leur mère biologique, qui lui révèle son prénom hébreu d'origine : Moïshe.
Moïse part pour le désert et arrive au pays de Madian, où il rencontre Jéthro et sa fille Séphora. Il devient berger et épouse cette dernière. Neuf ans plus tard, Ramsès continue de régner sur l'Égypte avec autorité et a épousé Néfertari, avec qui il a un fils en bas âge. Moïse, quant à lui, est resté à Madian où il a un fils, avec Séphora, Gershom. Moïse n'a pas partagé la même foi en Dieu que sa femme et son fils, ce qui crée des tensions familiales.
Un jour, Moïse entreprend un voyage en montagne pendant une tempête. Lors d'une chute de pierres, il est blessé et se retrouve presque entièrement enseveli dans la boue. Alors qu'il est inconscient, il entend une voix et voit un buisson ardent. Un enfant nommé Malak, représentant de Dieu, apparaît et lui rappelle, en empilant des pierres, ce qu'il doit accomplir et qui sont les siens.
De retour au village, Moïse raconte à Séphora ce qu'il a vu et entendu, mais celle-ci est sceptique. Moïse sent qu'il a une mission importante à accomplir, mais Séphora hésite à le laisser partir. Moïse retourne en Égypte et retrouve Nun ainsi Josué, et fait la connaissance de son frère Aaron ainsi que du fils de ce dernier. Il se rend au temple et confronte Ramsès, lui révélant sa mission divine. Ramsès, choqué de voir Moïse encore en vie, décide de le faire exécuter. En réponse, il commence à massacrer les Hébreux dans la ville jusqu'à ce que Moïse se rende.
Moïse regroupe les Hébreux pour les entraîner au combat, et leur apprend à utiliser des arcs et à se défendre contre les Égyptiens. Pendant ce temps, il continue à communiquer avec Malak, qui l'avertit des catastrophes à venir. Elles commencent avec l'attaque de crocodiles sur des pêcheurs, laissant la mer rouge de sang. Les Dix Plaies s'abattent ensuite sur l'Égypte : les eaux se transforment en sang, les grenouilles envahissent la ville, suivies de poux qui provoquent des ulcères sur la peau des Égyptiens. Ramsès, après avoir consulté son vizir et la Grande Prêtresse sans obtenir de résultats, les fait exécuter.
Moïse confronte à nouveau Ramsès, demandant la libération des Hébreux. Ramsès refuse, argumentant que cela nuirait économiquement à l'Égypte. Les plaies continuent : une peste frappe le bétail, des sauterelles ravagent les cultures, suivies d'une tempête de grêle dévastatrice. Josué découvre Moïse en train de parler à Malak, bien qu'il n'aperçoit pas l'enfant. Moïse apprend la nature de la dernière plaie et ordonne aux Hébreux de sacrifier un agneau et de marquer leurs portes avec du sang. Cette nuit-là, une obscurité totale envahit la ville, et le premier-né de chaque maison égyptienne non marquée meurt, y compris le fils de Ramsès. Désespéré, le pharaon ordonne à Moïse de quitter l'Égypte avec les Hébreux.
Moïse conduit les Hébreux dans leur exode, les guidant jusqu'à la mer Rouge. Face à la panique, il lance son épée dans l'océan. Les eaux se séparent, permettant aux Hébreux de traverser. Alors qu'ils avancent, certains doutent de Moïse, mais il parvient à les convaincre de continuer en promettant de les ramener chez eux.
En Égypte, Ramsès, toujours en deuil de son fils, décide de poursuivre les Hébreux. Ses troupes traversent les montagnes sans relâche, mais beaucoup périssent lorsque celles-ci s'effondrent. Les survivants rattrapent les Hébreux presque arrivés à la mer. Alors que les eaux commencent à se reformer, Moïse ordonne au peuple de revenir sur la terre ferme. Les soldats de Ramsès se retirent, mais le pharaon continue d'avancer. Les vagues engloutissent les soldats égyptiens avant de se refermer sur Ramsès, qui se retrouve seul parmi les corps de ses hommes, dévorés par les oiseaux. Moïse retrouve Séphora et Gershom à Madian et les réunit. Il assure à sa femme que sa foi doit être plus forte que jamais, et tous deux s'embrassent.
Plus tard, Moïse grave les Dix Commandements sur une tablette. Il parle une dernière fois à Malak, qui lui conseille de continuer s'il croit véritablement en ce qu'il écrit.
Des années plus tard, les Hébreux traversent le mont Sinaï. Moïse, maintenant plus âgé, chevauche en portant les Dix Commandements près de lui. Il voit Malak parmi la foule avant que celui-ci ne disparaisse. Les Hébreux continuent leur chemin vers la terre promise.

## Fiche technique
Sauf indication contraire, les informations mentionnées dans cette section peuvent être confirmées par les bases de données cinématographiques IMDb et Allociné,  présentes dans la section « Liens externes ».
- Titre français et original : Exodus: Gods and Kings
- Titre québécois : L'Exode : Dieux et rois
- Réalisation : Ridley Scott
- Scénario : Bill Collage, Adam Cooper, Jeffrey Caine et Steven Zaillian
- Musique : Alberto Iglesias (musique additionnelle d'Harry Gregson-Williams)
- Décors : Arthur Max
- Costumes : Janty Yates
- Photographie : Dariusz Wolski
- Montage : Billy Rich
- Production : Peter Chernin, Dylan Clark, Ridley Scott, Jenno Topping (en), Michael Schaefer (en) (producteur délégué)
- Sociétés de production : 20th Century Fox, TSG Entertainment, Chernin Entertainment et Scott Free Productions
- Société de distribution : 20th Century Fox (États-Unis et France)
- Pays de production :  États-Unis,  Royaume-Uni
- Budget : estimé entre 140 et 200 000 000 $
- Format : couleur — 35 mm — 2,35:1 — son Dolby Atmos / Dolby Surround 7.1 / DTS / Dolby Digital
- Genre : péplum, épique, drame
- Durée : 150 minutes
- Dates de sortie :
  - Royaume-Uni : 3 décembre 2014 (avant-première à Londres)
  - États-Unis, Canada : 12 décembre 2014
  - France : 24 décembre 2014
- Classification[2] :
  - États-Unis : PG-13
  - France : tous publics

## Distribution
- Christian Bale (VF : Philippe Valmont ; VQ : Antoine Durand) : Moïse
- Joel Edgerton (VF : Adrien Antoine ; VQ : Louis-Philippe Dandenault) : Ramsès
- John Turturro (VF : Dominique Collignon-Maurin ; VQ : Denis Mercier) : Séthi Ier, père de Ramsès
- Aaron Paul (VF : Alexandre Gillet ; VQ : Philippe Martin) : Josué
- Ben Mendelsohn (VF : Jean-Pierre Michaël ; VQ : François Godin) : le vice-roi Hegep
- María Valverde (VF : Julie Cavanna ; VQ : Annie Girard) : Séphora, épouse de Moïse
- Sigourney Weaver (VF : Sylvie Genty ; VQ : Anne Caron) : Touya, mère de Ramsès
- Ben Kingsley (VF : Féodor Atkine ; VQ : Vincent Davy) : Noun, intellectuel hébreu
- Isaac Andrews (VF : Jules Timmerman ; VQ : Matis Ross) : Malak, l'ange du Seigneur
- Hiam Abbass (VF : Béatrice Delfe) : Bithiah, mère de Moïse
- Indira Varma (VF : Claire Guyot) : la grande prêtresse
- Golshifteh Farahani (VF : Nathalie Karsenti) : Néfertari, épouse de Ramsès
- Ghassan Massoud : le Grand Vizir
- Tara Fitzgerald (VF : Ivana Coppola) : Myriam, sœur de Moïse
- Dar Salim (VF : Luc Boulad) : le commandant Khyan
- Ewen Bremner (VF : Laurent Morteau) : l'expert
- Ken Bones : le scribe de Ramsès
- Philip Arditti (en) : l'aide du vice-roi Hegep
- Hal Hewetson (VF : Octave Jagora) : Gershom
- Emun Elliott : Abiron
- Anton Alexander (en) : Dathan
- Andrew Tarbet (pl) (VF : Patrick Béthune) : Aaron, frère de Moïse
- Kevork Malikyan (VF : Saïd Amadis) : Jéthro
- Giannina Facio : la sœur de Jethro

- - Voix additionnelles : Bruno Henry

 Source et légende : version française (VF) sur RS Doublage et AlloDoublage
 Source et légende : version québécoise (VQ) sur Doublage.qc.ca

## Production

### Attribution des rôles
Le 15 mars 2013, le site Deadline.com rapporte que le réalisateur Ridley Scott souhaite que l'acteur britannique Christian Bale interprète le rôle principal du film, Moïse, ce qui est confirmé le 13 août. Le même jour, l'acteur australien Joel Edgerton est annoncé pour jouer le rôle de Ramsès, alors que la production débute au mois de septembre 2013. Le 27 août, l'américain Aaron Paul rejoint la distribution pour interpréter Josué. Sigourney Weaver, Ben Kingsley et John Turturro sont également engagés pour le film.

### Tournage

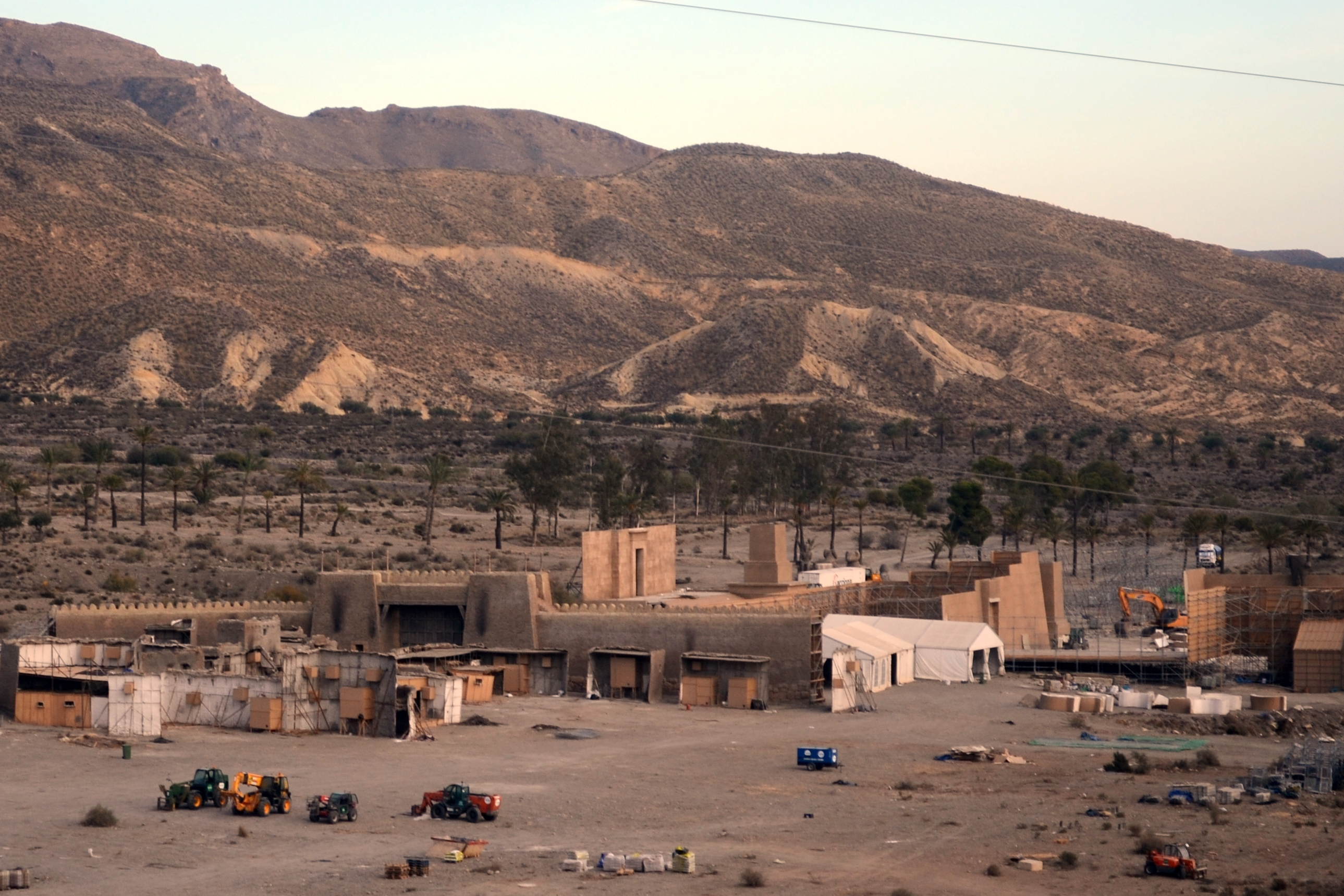
Tournage d’Exodus à Pechina, en Andalousie

Le tournage débute en octobre 2013 à Almería en Espagne,,. Des scènes sont ensuite tournées aux Pinewood Studios près de Londres
Des scènes sont tournées à Tabernas, à Ouarzazate et dans la Sierra Alhamilla. La scène de la Mer Rouge a été tournée sur la plage de Cofete dans l'île de Fuerteventura située aux Canaries. Le tournage dure 74 jours.

## Sortie et accueil

### Critique
Exodus: Gods and Kings reçoit des critiques globalement négatives. La presse apprécie cependant, en général, les performances des acteurs et la technique du film mais pointe du doigt son manque de rythme, son scénario assez mince et son manque de développement des personnages. Sur l'agrégateur américain Rotten Tomatoes, le film ne récolte que 30% d'opinions favorables pour 210 critiques et une note moyenne de 5⁄10. Le consensus suivant résume les critiques compilées par le site : « Bien que sporadiquement remuant et convenablement épique dans ses ambitions, Exodus: Gods and Kings ne peut pas tout à fait être à la hauteur de son matériel-source classique ». Sur Metacritic, il obtient une note moyenne de 52⁄100 pour 43 critiques.
En France, le film obtient une note moyenne de 3,2⁄5 sur le site AlloCiné, qui recense 30 titres de presse.

### Box-office
Après un budget de production estimé entre 140–200 millions de dollars, le film en récolte plus de 268 millions dans le monde.
| Pays ou région    | Box-office        | Date d'arrêt du box-office | Nombre de semaines |
| ----------------- | ----------------- | -------------------------- | ------------------ |
| États-Unis Canada | 65 014 513 $      | 26 février 2015            | 11                 |
| France            | 1 515 929 entrées | 3 février 2015             | 6                  |
| Mondial           | 268 175 631 $     | 3 novembre 2015            | -                  |

## Controverse

### Choix des interprètes
Le film a suscité la polémique aux États-Unis sur les réseaux sociaux essentiellement à cause de la répartition des rôles entre Blancs et Noirs, les premiers étant choisis pour représenter Moïse et l’entourage du pharaon, les seconds pour les rôles d’esclaves et de voleurs,.

### Adaptation locale et censures
Le film a été momentanément déprogrammé des salles de cinéma au Maroc le 25 décembre 2014, en raison d'une scène représentant Dieu (sous les traits d'un jeune enfant). Après négociation avec la Fox et suppression des deux passages sonores faisant allusion à la voix divine, le CCM a autorisé sa diffusion en salle la semaine suivante.
Le film a été censuré en Égypte le lendemain et dans les Émirats arabes unis le surlendemain, en raison des « erreurs historiques et religieuses » que véhicule le film. L'existence d'un esclavage en Égypte antique fait en effet l'objet de débats parmi les égyptologues, aussi bien dans sa définition que dans son application. Les spécialistes s'accordent pour dire que l'esclavage, tel qu'il se pratiqua dans la Grèce antique, n'a pas existé en Égypte avant la période ptolémaïque (période et dynastie fondées par la civilisation grecque), même si des formes de servitude ont pu exister. Les égyptologues considèrent que la question de l'esclavage dans l'Égypte pharaonique doit être entièrement revue à la lumière de sources élargies et actualisées de l'égyptologie. L'archéologue et égyptologue Bernadette Menu explique par exemple que l'examen de ces sources montre que ceux appelés « dépendants » sont « des hommes libres, intégrés dans les rouages politico-économiques de l'État, jouissant d'une mobilité à la fois géographique et statutaire, et disposant des mêmes droits et des mêmes devoirs que l'ensemble de la population », alors que le film montre une image complètement opposée à cela avec des esclaves ouvriers contraints et fouettés.
Avec une vision plus « radicale » du prophète, lors d'une rencontre avec la presse à Los Angeles, en septembre 2014, Christian Bale déclare : « Je crois que cet homme était un schizophrène en puissance, et l'un des individus les plus barbares dont j'ai jamais pu lire l'histoire […] C'était un homme tourmenté et tumultueux, qui se battait contre Dieu et contre son appel. » Une partie du public a reproché au film d'être anachronique et d'être composé d'acteurs blancs pour les rôles principaux et d'acteurs noirs pour les esclaves.
Les erreurs  historiques sont nombreuses : on peut citer la présence  de dromadaires,  qui n’arriveront en Égypte  qu’à l’époque  romaine, d’une prêtresse, alors que  la prêtrise  était  réservée aux hommes  dans la religion  égyptienne, de  prédictions faites  en examinant les entrailles d’une oie, ce qui était  une  pratique étrusque  et non égyptienne, l’énorme  cavalerie égyptienne du film, alors que les rares chevaux  n’étaient  utilisés qu’attelés à des chars, les égyptiens  ignorant  les selles et les étriers.
Les costumes,  très lourds et sombres, et les armures sont totalement  anachroniques : les fresques  représentent  les soldats égyptiens juste vêtus d’un pagne, avec un bouclier de cuir et une lance.  Durant  l’optimum climatique du Bronze, il faisait  plus chaud et humide qu’aujourd'hui, le désert égyptien était  plutôt une savane arborée,  et les vêtements  très simples et légers, en lin : pagnes  pour les  hommes,  robes découvrant la poitrine pour les femmes.

### Autres œuvres traitant des mêmes sujets
- Le film Les Dix Commandements.